# 자반고등어 (드라마)
《자반고등어》는 1996년 3월 4일부터 1996년 11월 8일까지 방송했던 MBC 일일 드라마였다.

## 프로그램 소개
같은 서울 한 골목 마을에 이웃해 사는 50대 상배남, 홀아비, 독신녀 등의 엎치락 뒤치락 우여곡절 이야기와 그로 인한 사랑 만들기를 그린 드라마

## 등장 인물

### 중심 인물
- 백일섭 : 유복조 역 : 박만수 매제. 15년 전 초취 부인 박녹실(박만수 여동생)을 폐렴으로 상배 이후 김공심·이행자 둘과의 삼각관계 전격 청산하고 결국 김공심(3년 연상녀)과 재혼.
- 김혜자 : 김공심 역 : 50대 독신녀로 지내다가 결국 유복조(3년 연하남)와 결혼.
- 김수미 : 이행자 역 : 유복조가 보기에는 그녀가 과부인줄 알았지만, 지난날 한복남과 이혼 후 유복조가 목도하는 앞에서 한복남과 재결합.
- 주현 : 박만수 역 : 유복조 고등학교 동창이며 유영우 외숙부인데 그의 작고한 여동생(박녹실)은 유복조의 상배 초취 부인. 여동생 상을 치른치도 5년 지나더니 갑자기 성격 차이로 인하여 김금례와 이혼 후 3년 남짓을 방황 중 고아 출신의 홍정옥과 눈이 맞아 재혼. 그 후 2년 지나자 장남 박원준도 결혼.
- 홍진희 : 홍정옥 역 : 박만수 후처. 남숙경 시계모(媤繼母). 봉익이 새 할머니(계조모, 繼祖母.). 박만수와 사이에 자녀는 없음.
- 전양자 : 김금례 역 : 박만수 전처. 남숙경 시어머님. 봉익이 친할머니(친조모, 親祖母.). 박만수와 이혼.

### 박만수 가족
- 김승환 : 박원준 역 : 박만수 장남. 박사 학위를 받은 후 송우대학교 겸임교수 활동.
- 남주희 : 남숙경 역 : 박원준의 처.
- 오승윤 : 박봉익 역 : 박원준, 남숙경 외동아들.
- 김세준 : 박재준 역 : 박만수의 차남.

### 유복조 가족
- 정보석 : 봉경주 역 : 영우 남편(유복조 사위). 강원 횡성 출신.
- 신은경 : 유영우 역 : 유복조 장녀. 박만수 생질녀, 박봉익 고종사촌 누나.
- 안재욱 : 유상우 역 : 유복조 1남 2녀 중 외동아들이자 둘째 장남. 번남전문대학 미술학과 2학년생. 박만수 생질, 박봉익 고종사촌 형.
- 우희진 : 유정우 역 : 유복조 차녀 막내딸. 승호전문대학 사회체육학과 1학년생. 박만수 생질녀, 박봉익 고종사촌 누나.

### 김공심 가족
- 조은경 : 김은지 역 : 김공심의 죽은 오빠 딸이며 8년 전에 병으로 부친상. 김공심은 김은지 고모.

### 홍정옥 가족
- 손민우 : 홍성백 역 : 박만수 배 다른 손아랫처남. 박원준, 박재준 새 어머니 홍정옥 이복 동생이기에 정작 조카 뻘 남짓 족히 되는 두 형제 박원준, 박재준보다 나이도 어린 외삼촌 뻘, 박봉익에게는 젊은 진외종조부 뻘.
- 홍민우 : 홍순원 역 : 홍정옥 친정 작은 할아버지. 그의 친형은 홍정옥의 작고한 친정 친조부. 박만수 처종조부 뻘이며 박원준, 박재준 외종증조부 뻘이고, 박봉익 진외종고조부 뻘.

### 기타 인물
- 김석옥 : 박방래 역 : 상배 13년차 과부. 박만수 막내 고모. 박원준과 박재준의 고모할마님.
- 박상조 : 장성집 역 : 박만수 고종사촌 매제, 박원준과 박재준의 내종고모부.
- 최은숙 : 최겸란 역 : 박만수 고종사촌 여동생, 박원준과 박재준의 내종고모.
- 이계인 : 최계원 역 : 박만수 고종사촌 남동생, 박원준과 박재준의 내종숙.
- 정혜승 : 설소영 역 : 박만수 고종사촌 제수, 박원준과 박재준의 내종숙모.
- 정선일 : 성숙담 역 : 박만수 막내 고종사촌 매제, 박원준과 박재준의 막내 내종고모부.
- 양미경 : 최금순 역 : 박만수 막내 고종사촌 여동생, 박원준과 박재준의 막내 내종고모.
- 김혜리 : 송은주 역 : 송태섭 딸.
  - 곽세련 : 국민학교 4학년 시절 송은주 역 : 송태섭 딸.
- 김찬우 : 한우섭 역 : 동일전문대학 기계설비학과 2학년생. 한복남, 이행자 외동아들. 유상우와는 사립 중학교 동기 동창.
  - 지윤환 : 국민학교 1학년 시절 한우섭 역 : 동일전문대학 기계설비학과 2학년생. 한복남, 이행자 외동아들. 유상우와는 사립 중학교 동기 동창.
- 정욱 : 한복남 역 (중도 투입) : 제주 서귀포 생활을 정리하여 차라리 다시 서울에 온 전형적인 행려병자 출신 한량. 한우섭 아버지. 이행자 애아버지. 이행자와 이혼 후 재결합.
- 윤현숙 : 봉옥주 역 (중도 투입) : 강원 횡성 출신(경주 동생).
- 정대홍 : 송태섭 역 : 송은주 아버지. 5년 전에 부인(은주 엄마)과 사별. 유복조 국민학교 동창. (중도 투입)
- 유명옥 : 고선영 역 (중도 단역) : 송은주 어머니. 회상 속에서 5년 전에 병사.
- 박용식 : 송광섭 역 : 송태섭 아우. 3년 전에 부인(아연 엄마)과 사별.
- 서영애 : 장옥자 역 (중도 단역) : 송광섭 상배 부인. 회상 속에서 3년 전에 병사.
- 최지나 : 송아연 역 : 송광섭 외동딸.
- 정재곤 : 강동수 역 : 동일전문대학 기계설비학과 2학년생. 한우섭(한복남,이행자 아들)과는 같은 동일전문대학 기계설비학과 동기 동창.
- 정상철 : 강준 역 : 강동수의 작은아버지.
- 송경철 : 사공교희 역 : 강동수의 막내 외숙부.
- 박찬환 : 정길준 역 : 박원준 교수와 같은 송우대학교 동료 겸임 교수.
- 나영진 : 나두수 역 : 박원준 교수와 같은 송우대학교 동료 겸임 교수.
- 박세준 : 태완선 역 : 박원준 교수와 같은 송우대학교 동료 겸임 교수.
- 최범호 : 최범득 역 : 박원준 교수와 같은 송우대학교 동료 겸임 교수.

## 결방
- 1996년 4월 11일 : 선택 1996 《1996 국회의원 선거 개표 방송》 편성으로 인해 결방
- 1996년 5월 29일 : 축구 국가 대표 친선 경기 《올림픽 축구 국가 대표팀 vs 슈투트가르트》 중계 방송 편성으로 인해 결방
- 1996년 7월 9일 : 올림픽 축구팀 평가전 《한국 vs 콜롬비아》 중계 방송 편성으로 인해 결방
- 1996년 9월 3일 : 《제23회 한국방송대상》 시상식 편성으로 인해 결방
- 1996년 10월 8일 : MBC 스포츠 《1996 프로 야구 플레이오프 2차전 - 현대 유니콘스 vs 쌍방울 레이더스》 중계 방송 편성으로 인해 결방
- 1996년 10월 16일 : MBC 스포츠 《1996 프로 야구 한국 시리즈 1차전 - 현대 유니콘스 vs 해태 타이거즈》 중계 방송 편성으로 인해 결방

## 수상
- 1996년 1996 MBC 연기 대상 최우수 연기상 백일섭
- 1996년 1996 MBC 연기 대상 우수 연기상 안재욱
- 1996년 1996 MBC 연기 대상 우수 연기상 우희진

## 참고 사항
- MBC 일일 드라마가 11년 7개월 만에 재개됐다.[2]
- 줄곧 주간 연속극 위주[3] 작품으로 집필을 맡아 온 김정수 작가의 첫 번째 겸 마지막 일일 드라마 작품이었다.
- 당초 1996년 10월 말에 종영 예정이었으나 후속 작품으로 낙점된 작품의 작가와 연기자들 섭외가 어렵다는 판단에 따라 1개월 늘린 11월 초 종영했다.
- 1회부터 KBS 1TV 일일 드라마 《바람은 불어도》와 경쟁했으며 《자반고등어》 종영 후에는 KBS 1TV 일일 드라마 《사랑할 때까지》와 경쟁했는데 초반부까지는 어느 정도 흥행했으나 신은경, 정보석 등 젊은 배우보다 김혜자, 백일섭, 김수미 등의 삼각 관계에 초점을 맞추면서 다소 과장된 연기들이 나오게 되어 중반 이후 류시원, 전도연이 출연했던 KBS 1TV 일일 드라마 《사랑할 때까지》에게[4] 주도권을 넘겨줬다.
- 박만수 역을 맡았던 주현은 해당 드라마에 캐스팅 되면서 SBS 수목 드라마 《도둑》 출연 제의를 고사했다.[5]
- 박철 연출가는 해당 작품 이후 1996년 12월 18일 MBC에서 퇴사했으며 2020년 7월 13일 숙환으로 별세했다.